# Gebhardt-vakfutrinka
A Gebhardt-vakfutrinka (Duvalius gebhardti) csak a Bükk-vidék barlangjaiban élő rovarfaj. Védett állat. A Bükk-vidéken csak négy helyen található meg.

## Leírása
Bokor Elemér fedezte fel a miskolci Kecske-lyuk barlangban 1924-ben, majd 1926-ban írta le a Gebhardt Antalról elnevezett (vele együtt is fedezte fel) vakfutrinkát. Valódi barlanglakó, azaz troglobiont faj. A troglobiont fajokra jellemzően teljesen alkalmazkodott a barlangi környezethez. 1962-ben találtak belőle a lillafüredi Szent István-barlangban is. 3,5–4,1 mm hosszú. Előfordul még a Nagykőmázsa-oldali-zsombolyban.